# Volker Mahnert

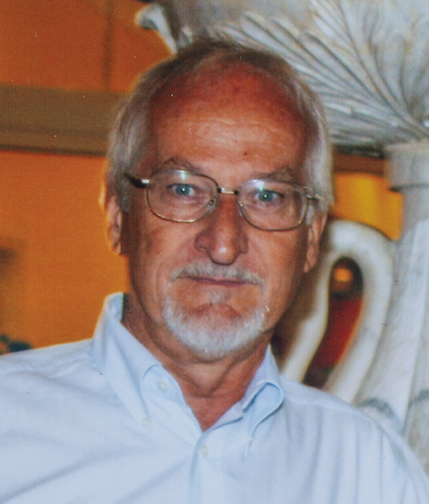
Volker Mahnert

Volker Mahnert (* 3. Dezember 1943 in Innsbruck; † 23. November 2018 in Genf) war ein österreichischer Entomologe, Arachnologe, Ichthyologe und Parasitologe. Sein Forschungsschwerpunkt waren die Pseudoskorpione.

## Leben
Volker Mahnert war einer von drei Söhnen von Klaus Mahnert und Hanna Mahnert, geborene Kindl. 1971 wurde er unter der Leitung von Heinz Janetschek (1913–1997) mit der Dissertation Über Ento- und Ektoparasiten von Kleinsäugern der mittleren Ostalpen (Nordtirol) an der Universität Innsbruck zum Doktor der Philosophie promoviert.
Im selben Jahr zog er in die Schweiz und wurde Kurator an der Abteilung für Herpetologie und Ichthyologie am Muséum d’histoire naturelle de la Ville de Genève. Von 1989 bis 2005 war er Direktor des Museums. 1991 wurde er außerordentlicher Professor an der Universität Genf.
Volker Mahnert war Autor beziehungsweise Co-Autor von über 170 wissenschaftlichen Artikeln. Die meisten davon befassen sich mit der Systematik und Ökologie der Pseudoskorpione. Ferner beschäftigte er sich mit der Taxonomie der Flöhe sowie mit afrikanischen und südamerikanischen Salmlern (Alestidae und Characidae).
Mahnert war Mitglied der American Society of Arachnology, der British Society of Arachnology, der Society Suisse de Zoologie, der Schweizerischen Entomologischen Gesellschaft (SEG), der Société zoologique de France, der European Association of Zoological Nomenclature, der International Commission of Zoological Nomenclature (seit 1991), der Biological Society of Washington, der Société Europénne d’Arachnologie, der New York Academy of Sciences und der Société internationale de biospéologie.

## Dedikationsnamen

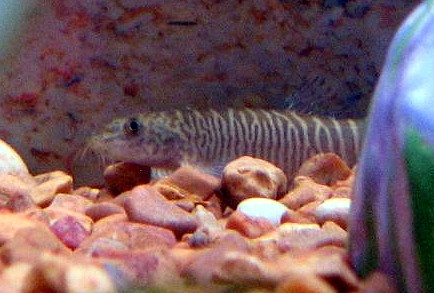
Die Bachschmerlen-Art Schistura mahnerti wurde 1990 von Maurice Kottelat zu Ehren von Volker Mahnert benannt

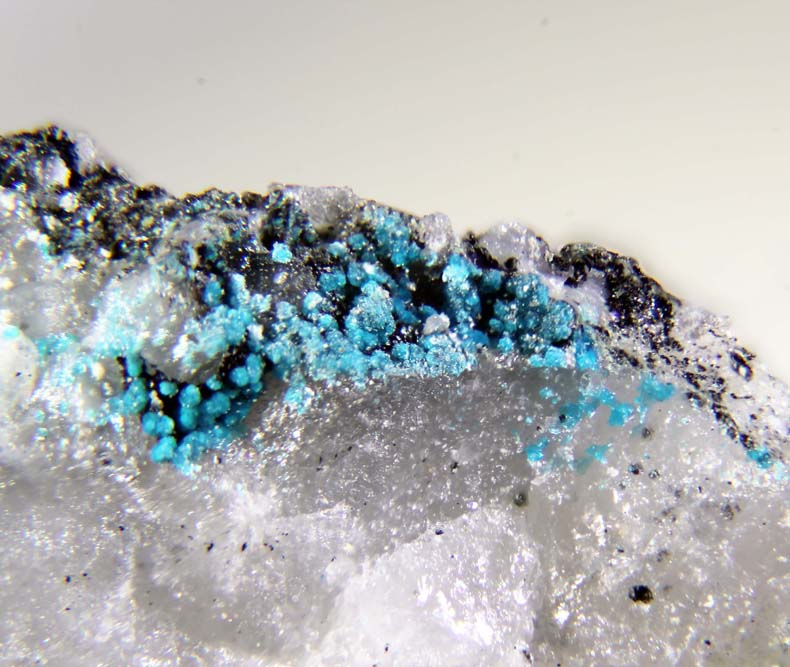
Mahnertit ist ein seltenes Mineral aus der Provence-Alpes-Côte d’Azur in Frankreich

Nach Volker Mahnert sind folgende Arten benannt:
- Acanthocreagris mahnerti Dumitresco & Orghidan, 1986
- Acritus mahnerti Gomy, 1981
- Akyttara mahnerti Jocqué, 1987
- Allolobophora handlirschi mahnerti Zicsi, 1973 (nun Aporrectodea handlirschi mahnerti)
- Allochernes mahnerti Georgescu & Căpuse, 1996
- Americhernes mahnerti Harvey, 1990
- Apimela mahnerti Pace, 1996
- Aporrectodea mahnerti Zicsi, 1973
- Atheta mahnerti Pace, 1995
- Ausobskya mahnerti Silhavý, 1976
- Bothriechis mahnerti Schätti & Kramer, 1991
- Camillina mahnerti Platnick & Murphy, 1987
- Catharosoma mahnerti Golovatch, 2005
- Centruroides mahnerti Lourenço, 1983
- Chactas mahnerti Lourenço, 1995
- Chthonius (Ephippiochthonius) mahnerti Zaragoza, 1984
- Ctenobelba mahnerti Mahunka, 1974
- Cypha mahnerti Pace, 1994
- Delamarea mahnerti Leleup, 1983
- Dendrobaena mahnerti Zicsi, 1974
- Dolicheremaeus mahnerti Mahunka & Mahunka-Papp, 2009
- Drusilla mahnerti Pace, 1996
- Edaphus mahnerti Puthz, 1990
- Elgonidium mahnerti Bonadona, 1978
- Embuana mahnerti Heiss & Baňař, 2016
- Epipleuria mahnerti Fuersch, 2001
- Glossodrilus mahnerti Zicsi, 1989
- Guaraniella mahnerti Baert, 1984
- Gyrophaena mahnerti Pace, 1994
- Helladocampa mahnerti Condé, 1984
- Hemigrammus mahnerti Uj & Géry, 1989
- Holoparasitus mahnerti Juvara-Bals, 2008
- Leleupiozethus mahnerti Coulon, 1979
- Magellozetes mahnerti Mahunka, 1984
- Mahnertella Mahunka, 1997
- Mahnertius Harvey & Muchmore, 2013
- Mahnertozetes Mahunka & Mahunka-Papp, 2009
- Megarthrus mahnerti Cuccodoro & Löbl, 1995
- Metanapis mahnerti Brignoli, 1981
- Metopioxys mahnerti Comellini, 1983
- Microdipnites mahnerti Garetto & Giachino, 1999
- Microplana mahnerti Minelli, 1977
- Neobisium mahnerti Heurtault, 1980
- Occidenchthonius mahnerti Zaragoza, 2017
- Oedichirus mahnerti de Rougemont, 2018
- Oonops mahnerti Brignoli, 1974
- Origmatrachys mahnerti Kontschán, 2020
- Paracoryza mahnerti Balkenohl, 2000
- Paratemnus mahnerti Sivaraman, 1981
- Paratricommatus mahnerti Soares & Soares, 1985
- Proteocephalus mahnerti de Chambrier & Vaucher, 1999
- Ptychadena mahnerti Perret, 1996
- Roncus mahnerti Ćurčić & Beron, 1981
- Scaphoxium mahnerti Löbl, 2010
- Scheloribates mahnerti Mahunka & Mahunka-Papp, 2008
- Schistura mahnerti Kottelat, 1990
- Scutacarus mahnerti Mahunka, 1972
- Spelaeobochica mahnerti Viana & Ferreira, 2020
- Sprentascaris mahnerti Petter & Cassone, 1984
- Stenohya mahnerti Schawaller, 1994
- Trichouropoda mahnerti Kontschán, 2015
- Zodarion mahnerti Brignoli, 1984
- Zyras mahnerti Pace, 1996

Halil Sarp hat 1995 das Mineral Mahnertit zu seinen Ehren benannt.